# Apameia

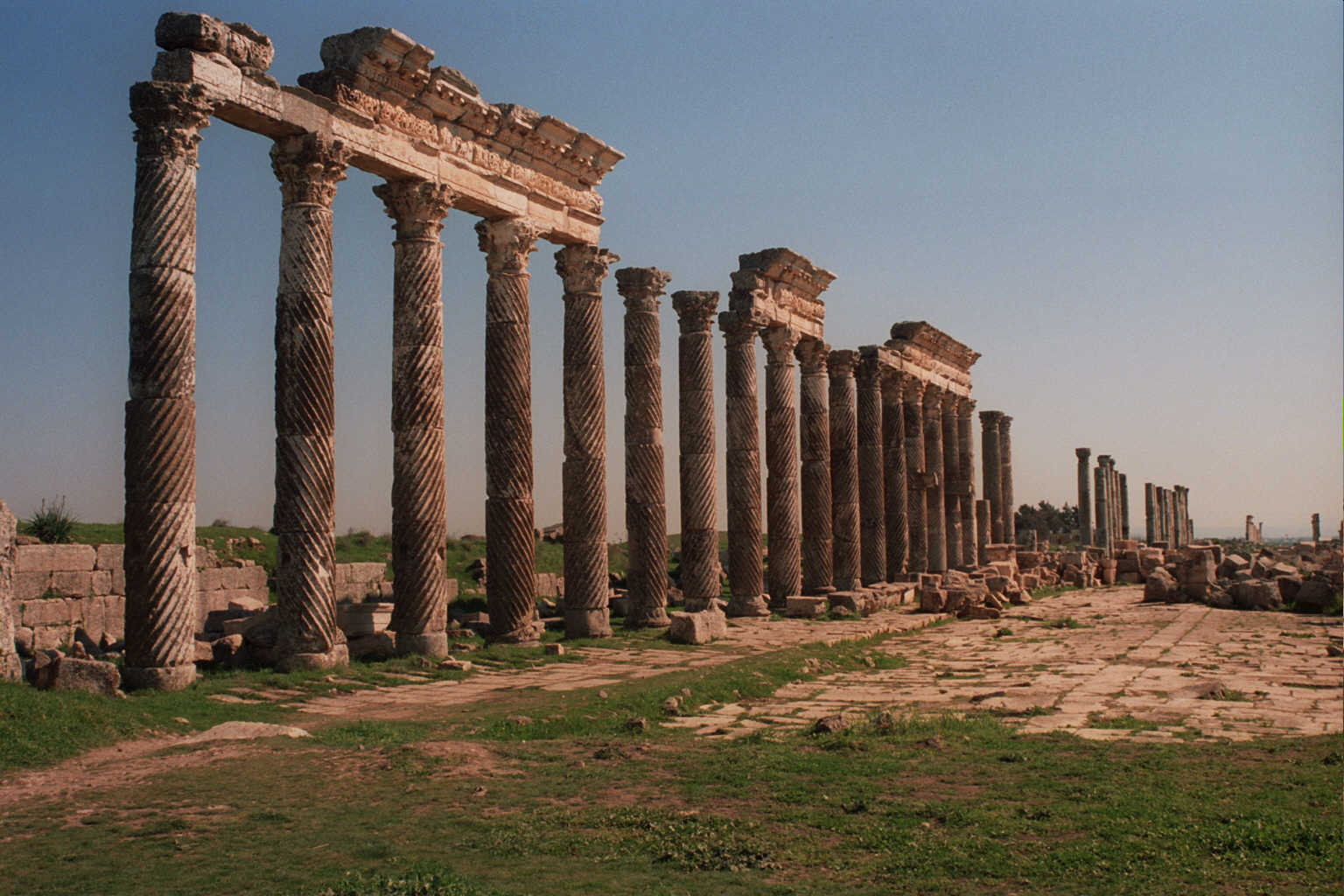
Az ókori várost átszelő sugárút, a Cardo Maximus csavart, barázdált mintázata és a közte húzódó kocsiút megmaradt kövezete

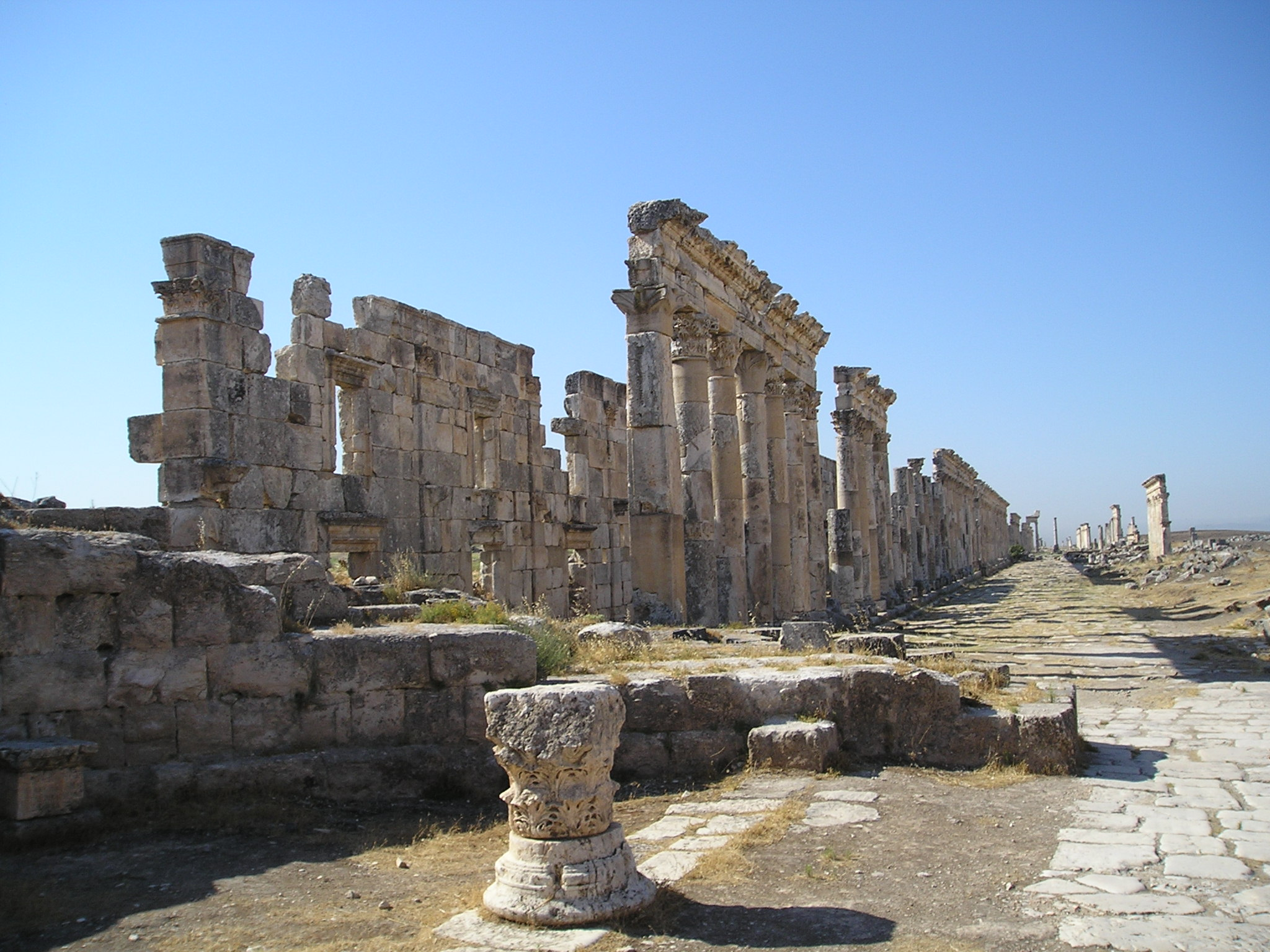

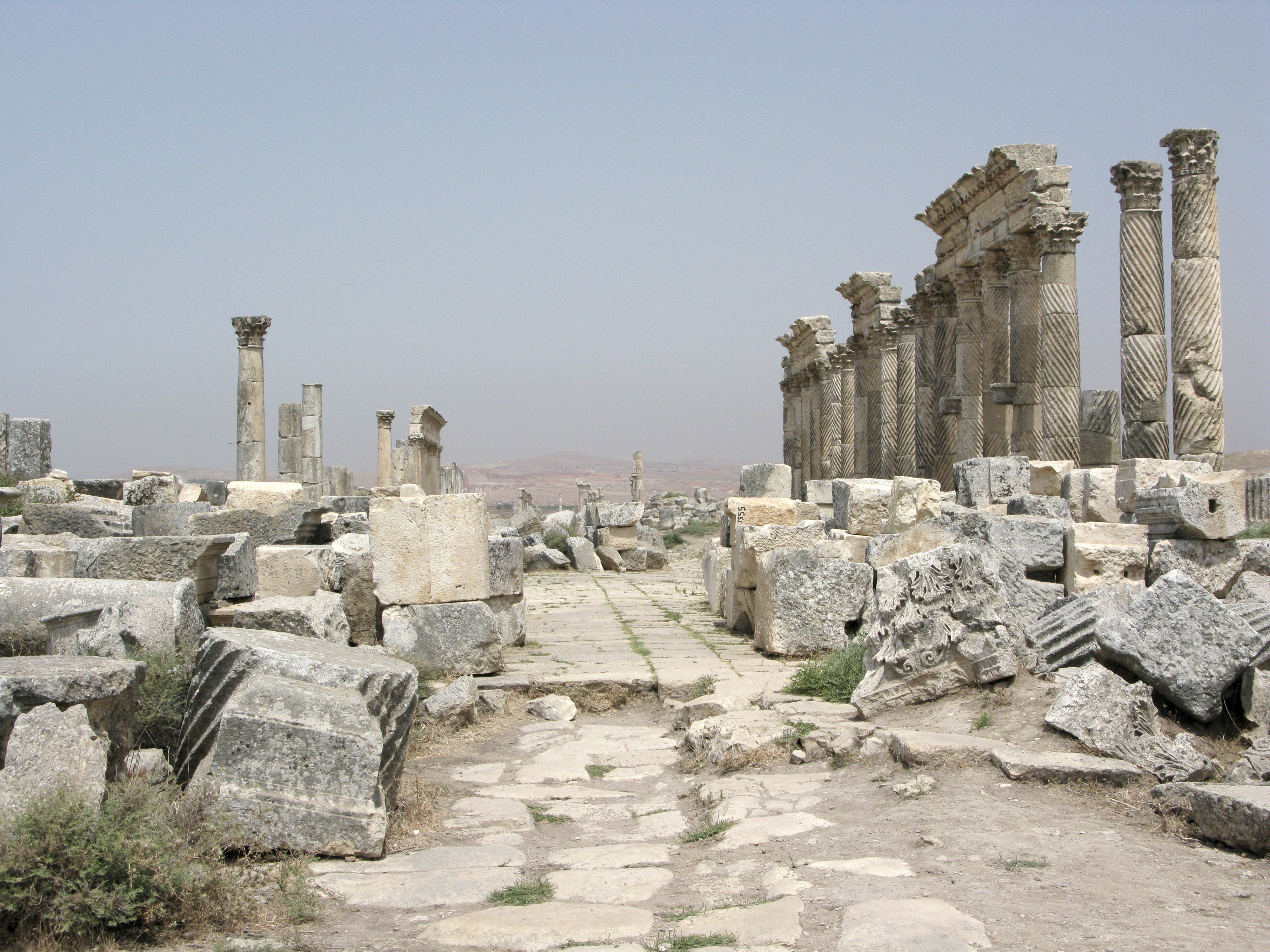

Apameia (görögül: Απάμεια, arabul: أفاميا, vagy Afāmiyā فاميا, Fāmiyā, héberül: אפמיא, Apam) Szíriában található a Gháb-lapályáig terjedő Orontész folyó völgyében a régi észak-déli útvonal mentén. Kedvező fekvése miatt már az ókorban és a római korban is lakott volt.

## Története

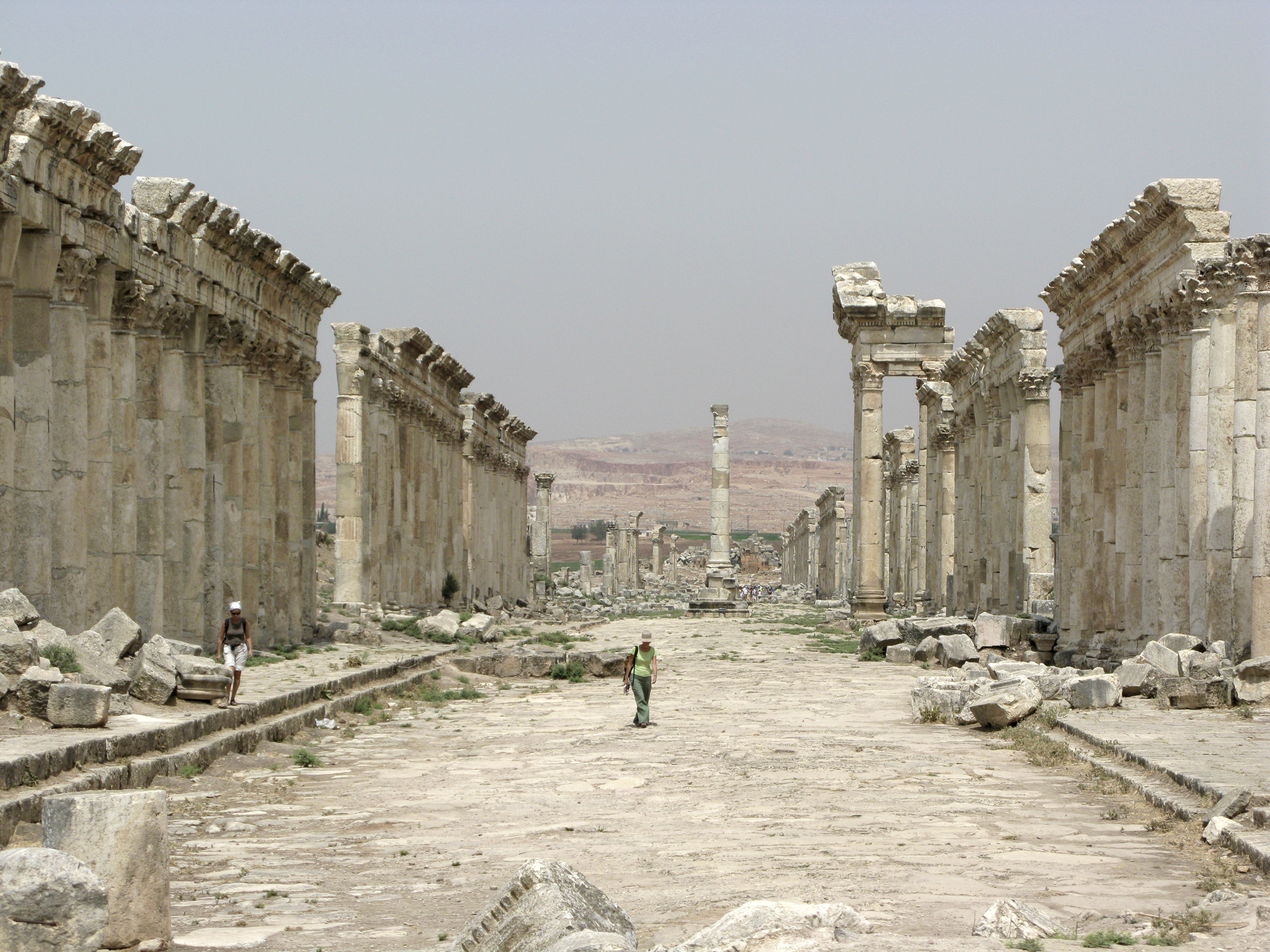

Az ékírásos emlékek tanúsága szerint egykor a megerősített Nija városa, mely a bronzkori Szíria legjelentősebb fejedelemségének székhelye volt. A várost a fennmaradt dokumentumok szerint előbb Pharnaké, majd Pella néven ismerték. A dinasztiaalapító I. Szeleukosz (i.e. 321-281) nevezte el Apameának perzsa származású feleségéről.
Apameia a Szeleukidák alatt Antiochia után Szíria második legnagyobb városává fejlődött. E helyen állomásozott a lovashadsereg nagy része is. A hadsereg akkori adatai Sztrabón leírásából maradtak fenn: A királyi méneshez 30-ezer kanca, 300 csődör, valamint 500 elefánt tartozott.
Pompeius 64-ben foglalta el rombolta le a citadellát, de a város hamarosan újra felépült és a rómaiak tovább is építették, ekkor épült a nagy oszlopsor is.
Az i. sz. 2. évszázadban antik metropolisznak számított. A 4. században, a bizánci időkben még püspöki székhely volt, de jelentőségét fokozatosan elvesztette, a kereskedelmi útvonalak áthelyezése meggyorsította hanyatlását.
540-ben az újperzsa Szasszanidák égették fel, majd II. Khoszroész végleg lerombolta. Arabosított nevén Afamia időlegesen a keresztesek, majd Nur ed-Din Zengi fennhatósága alá került, majd az ispotályos lovagok szállták meg, ekkor szinte elnéptelenedett, a városnak csak az akropolisza vált arab citadellává, Kalaat al-Mudik néven. A citadellának azért volt jelentősége, mert Sejzarral szemben feküdt.

## Az antik város
Az antik város 250 hektár területen feküdt. Szögletes és gömbölyű tornyokkal erősíett falainak nyoma ma is kivehető.
Romjaiban ugyan, de megmaradt a testes szögletes toronypárral közrefogott északi kapu is.
A várost északról déli irányba egy hatalmas 35 méter széles és 1850 méter hosszú sugárút, a Cardo Maximus keresztezte. Az út két oldalán 7 méter széles, fedett oszlopsor húzódott, köztük 20 méter széles kocsiút vezetett. Az út két oldalán húzódó oszlopsor csavart, barázdált és sima oszlopokból állt, korinthoszi oszlopfővel. Az oszlopok átmérője 50 cm, magassága 11 méter, és 3 méterre sorakoznak egymástól. Ez a világnak valószínű legnagyobbnak tartott kolonnádja, melyet még a rómaiak építettek. A kolonnád közepén két oszlopkonzolt hordott, melyen a felirat szerint egykor Antonius Pius és Lucius Verus szobra állt. Az oszlopsor közepe táján a nyugati oldalon a Szerencse temploma állt, udvarán szentéllyel. A templom mögött a fórum terült el, mely még romjaiban is monumentális. A főúttól nyugatra az egykori vízvezeték tégla tartóívei emelkedtek, melyekről égetett agyag csőhálózat vezette le a vizet a lakásokba.
A citadellával szemben pedig a színház romjai állnak. Ez 145 méter hosszú homlokzatával Szíria és a világ egyik legnagyobb színház létesítménye volt.